# 天永
天永（）は、日本の元号の一つ。天仁の後、永久の前。1110年から1113年までの期間を指す。この時代の天皇は鳥羽天皇。

## 改元
- 天仁3年7月13日（ユリウス暦1110年7月31日） 彗星の出現により改元
- 天永4年7月13日（ユリウス暦1113年8月25日） 永久に改元

## 天永期に起きた出来事
- 天永3年10月20日（ユリウス暦1112年11月11日）　伊豆七島が噴火。同年11月2日（ユリウス暦同年11月22日）にも噴火した。[1]

## 西暦との対照表
※は小の月を示す。
| 天永元年（庚寅） | 一月      | 二月※ | 三月  | 四月    | 五月※ | 六月 | 七月※ | 閏七月 | 八月※ | 九月  | 十月※   | 十一月   | 十二月※   |
| ---------------- | --------- | ----- | ----- | ------- | ----- | ---- | ----- | ------ | ----- | ----- | ------- | -------- | --------- |
| ユリウス暦       | 1110/1/22 | 2/21  | 3/22  | 4/21    | 5/21  | 6/19 | 7/19  | 8/17   | 9/16  | 10/15 | 11/14   | 12/13    | 1111/1/12 |
| 天永二年（辛卯） | 一月      | 二月※ | 三月  | 四月※   | 五月  | 六月 | 七月※ | 八月   | 九月※ | 十月  | 十一月※ | 十二月   |           |
| ユリウス暦       | 1111/2/10 | 3/12  | 4/10  | 5/10    | 6/8   | 7/8  | 8/7   | 9/5    | 10/5  | 11/3  | 12/3    | 1112/1/1 |           |
| 天永三年（壬辰） | 一月※     | 二月  | 三月※ | 四月    | 五月※ | 六月 | 七月※ | 八月   | 九月  | 十月※ | 十一月  | 十二月   |           |
| ユリウス暦       | 1112/1/31 | 2/29  | 3/30  | 4/28    | 5/28  | 6/26 | 7/26  | 8/24   | 9/23  | 10/23 | 11/21   | 12/21    |           |
| 天永四年（癸巳） | 一月※     | 二月※ | 三月  | 閏三月※ | 四月※ | 五月 | 六月※ | 七月   | 八月  | 九月  | 十月※   | 十一月   | 十二月    |
| ユリウス暦       | 1113/1/20 | 2/18  | 3/19  | 4/18    | 5/17  | 6/15 | 7/15  | 8/13   | 9/12  | 10/12 | 11/11   | 12/10    | 1114/1/9  |